# Сережу
Сережу (порт. Cerejo)  —  район (фрегезия) в Португалии,  входит в округ Гуарда. Является составной частью муниципалитета  Пиньел. По старому административному делению входил в провинцию Бейра-Алта. Входит в экономико-статистический  субрегион Бейра-Интериор-Норте, который входит в Центральный регион. Население составляет 205 человек на 2001 год. Занимает площадь 6,81 км².
Покровителем района считается Мария Магдалина (порт. Santa Maria Madalena). 